# Эгидий Мария Святого Иосифа
Святой Эгидий Мария Святого Иосифа (итал. Egidio Maria di San Giuseppe), в миру Франческо Антонио Доменико Паскуале Понтилло (итал. Francesco Antonio Domenico Pasquale Pontillo, 16 ноября 1729, Таранто — 7 февраля 1812, Неаполь) — итальянский монах-францисканец. Понтилло не стал священником из-за отсутствия надлежащего образования, и поэтому посвятил себя заботе о бедных и больных в южно-итальянских городах, таких как Таранто и Неаполь, где получил прозвище «Утешитель Неаполя».
Канонизирован папой Иоанном Павлом II в 1996 году.

## Биография
Родился в Таранто 16 ноября 1729 года в семье Катальдо Понтилло и Грации Прокаччо. После смерти отца в 1747 году, Понтилло стал работать, чтобы обеспечить овдовевшую мать с младшими братьями и сёстрами.
Подал заявление о вступлении в орден францисканцев в феврале 1754 года и через год принёс монашеские обеты в монастыре Санта-Мария-делле-Грацие в Галатоне. Взял религиозное имя Эгидий Богоматери, но позже изменил его на Эгидий Мария Святого Иосифа. Отсутствие образования означало, что он не мог стать священником, но всю жизнь оставался братом в Неаполе. Служил привратником в своём монастыре и поваром в монастыре в Скуинцано, одновременно помогая прокажённым; часто просил на улицах милостыню на монастырские нужды и помогал отвергнутым.
Умер в Неаполе 7 февраля 1812 году в результате острого ишиаса в сочетании с тяжёлой формой астмы, повлёкшей отёк.

## Почитание
Процесс канонизации начался в Неаполе по инициативе кардинала Филиппо Джудиче Караччоло в 1843 году. Папа Пий IX объявил его досточтимым 24 февраля 1868 года, подтвердив, что Понтилло прожил жизнь в героической добродетели. Папа Лев XIII беатифицировал монаха 5 февраля 1888 года после подтверждения двух чудес, приписываемых его заступничеству. 29 июня 1919 года архиепископ Таранто Орацио Маццелла объявил его покровителем Таранто.
Третье чудо получило одобрение Дикастерии по канонизации святых 2 октября 1992 года. Папа Иоанн Павел II причислил Понтилло к лику святых 2 июня 1996 года.
День памяти — 7 февраля.